# Mścichy (powiat wysokomazowiecki)
Mścichy – wieś w Polsce położona w województwie podlaskim, w powiecie wysokomazowieckim, w gminie Wysokie Mazowieckie.
Zaścianek szlachecki Mścichy należący do okolicy zaściankowej Dąbrowa położony był w drugiej połowie XVII wieku w ziemi drohickiej województwa podlaskiego.
Wierni kościoła rzymskokatolickiego należą do parafii św. Jana Chrzciciela w Wysokiem Mazowieckiem.

## Historia
W 1827 roku wieś należała do gminy i parafii Wysokie Mazowieckie. Miejscowość liczyła wówczas 7 domów i 40 mieszkańców.
W roku 1921 naliczono tu 14 budynków z przeznaczeniem mieszkalnym oraz 117 mieszkańców (59 mężczyzn i 58 kobiet). Wszyscy podali narodowość polską i wyznanie rzymskokatolickie.
W latach 1975–1998 miejscowość należała administracyjnie do województwa łomżyńskiego.

## Transport
Przez wieś przebiega droga powiatowa nr 2072B, klasy drogi zbiorczej, która wyprowadza ruch na dwie drogi wojewódzkie: 678 i 690. Droga przebiega przez: Wysokie Mazowieckie, Dąbrowę Dzięciel, Święck Strumiany, Rosochate Kościelne, Krzeczkowo Mianowskie, Dmochy Glinki, Czyżew, zapewniając docelowo powiązania z północnymi terenami linii kolejowej oraz powiązania wewnętrzne.
Najbliższe stacje kolejowe mieszczą się w Szepietowie (11 km.) i Czyżewie (19 km.), skąd odjeżdżają pociągi w kierunkach Warszawy i Białegostoku.
Połączenie drogowe zapewnia komunikacja autobusowa PKS.